# Provinz Cotabato

Lage der Provinz Cotabato

Cotabato, zuvor unter dem Namen North Cotabato geführt, ist eine Provinz der Philippinen und befindet sich im Zentrum der Insel Mindanao. Sie besitzt als eine von wenigen Provinzen des Landes keinen Zugang zum Meer.
Cotabato gehört zum Regierungsbezirk SOCCSKSARGEN (Region XII) und ist als die Provinz der hohen Berge bekannt. Die Hauptstadt ist Kidapawan City. Die Gouverneur der Provinz ist Emmylou J. Taliño-Mendoza.

## Geografie
Die Provinz wird im Norden begrenzt von den Provinzen Lanao del Sur und Bukidnon, im Süden von Davao del Sur, im Osten von Davao City und von Sultan Kudarat sowie im Westen von Maguindanao.
Im Osten der Provinz befindet sich der höchste Berg der Philippinen, der Apo, ein Vulkankegel mit einer Höhe von 2.954 m. Ein weiterer großer Berg der Provinz ist der Piapayungan mit einer Höhe von 2.815 m. Im Westen trennt der Bergzug des Piapayungan die Provinz von Lanao del Sur.
Im Zentrum des Tieflandes ist die Ebene des Rio Grande de Mindanao, der aus Bukidnon kommend südwärts nach Maguindanao und schließlich in die Bucht von Illana strömt. Die Provinz hat Anteil an den ausgedehnten Ligawasan-Flusslandschaften, einem der größten Feuchtgebiete der Philippinen.
Der Pulangi oder, wie er auch oft genannt wird, der Mindanao River gehört zu den größten Flüssen der Philippinen. An der Grenze zur Provinz Lanao del Sur liegen die aktiven Vulkane Latukan und Ragang.
Die Gesamtfläche der Provinz beträgt 9.008,9 km².

## Demografie und Sprache
Nach der Volkszählung aus dem Jahr 2007 leben in Cotabato 1.121.974 Menschen. Cotabato belegt in der Bevölkerungsstatistik den 26. Rang unter den 81 Provinzen der Philippinen. Die Bevölkerungsdichte liegt bei 135 Menschen pro km². Damit steht Cotabato auch in dieser Hinsicht an 26. Stelle unter den Provinzen.
Cotabato ist ein Schmelztiegel von Menschen verschiedener Herkunft, Religion und Kultur. 71 % der Bevölkerung sind Einwanderer aus Luzon und den Visayas, während 18 % zu den einheimischen Volksgruppen der Manobo, T’boli und Maguindanao gehören.
Gesprochen werden verschiedene Sprachen, hauptsächlich Hiligaynon oder Ilonggo (43 %), Cebuano (31 %), Maguindanao (16 %), Ilocano (10 %). Aber auch Tagalog, Manobo und Englisch sind gebietsweise verbreitet.

## Wirtschaft
Cotabato richtet seinen ökonomischen Fokus auf die Herstellung von Kautschuk und ist einer der größten Kautschukproduzenten des Landes. 27 Hauptanbauflächen gewährleisten die Produktion von air dried sheets (rauchfrei getrocknet), pale crepes (gewaschen) und rown crepes (ungewaschen) Naturkautschuk.
Die Provinz gehört zu den führenden Produzenten von exotischen Früchten wie Durian, Lansium, Rambutan, Marang und Jackfrucht. Aber auch Kulturpflanzen wie Reis und Mais werden verbreitet angebaut. Daneben werden in der Provinz Kokosnuss, Zuckerrohr, Abacá, Ananas, Baumwolle, Kaffee, Tabak und Ramie landwirtschaftlich erzeugt.
Die einheimische Kultur bringt zudem vielseitige handwerkliche Produkte, wie Töpferware, Korbflechtereien und Webereierzeugnisse hervor. Cotabato treibt im Moment den Aufbau der lokalen Textilindustrie voran.

## Verwaltungsgliederung
Cotabato ist politisch unterteilt in 16 eigenständig verwaltete Gemeinden und eine Stadt. Die Stadt und die Gemeinden wiederum sind in insgesamt 543 Baranggays (Ortsteile) untergliedert.
Die Provinz ist in drei Kongress-Distrikte aufgeteilt.

### Städte
- Kidapawan City

### Gemeinden
| - Alamada - Aleosan - Antipas - Arakan - Banisilan - Carmen | - Kabacan - Libungan - M'lang - Magpet - Makilala | - Matalam - Midsayap - Pigkawayan - Pikit - President Roxas |

## Klima
Die Ebenen von Cotabato liegen zwischen langen Bergzügen, die für eine kühle Brise in der Region sorgen. Der Wechsel zwischen Trocken- und Regenzeit vollzieht sich deshalb sehr gemächlich. Regen kann das ganze Jahr über fallen, aber er tritt hauptsächlich in den Monaten zwischen Mai und Oktober auf. Der Rest des Jahres ist dagegen eher trocken.

## Geschichte
Der Name Cotabato leitet sich ab von dem Wort Kuta wato aus dem Dialekt Maguindanao oder Kota batu aus der malaiischen Sprache, was so viel heißt wie Steinfestung. Der Name gibt einen Einblick in die lange, ereignisreiche Geschichte, während der sich die Bewohner entlang des Pulangi Rivers immer wieder gegen Eindringlinge erwehren mussten.
Cotabato war einmal ein Teil des großen Sultanats von Maguindanao. Die Region war besiedelt von den Manobos, die Untertanen des Sultans waren oder zumindest von ihm abhingen. Die Spanier waren bis in die zweite Hälfte des 19. Jahrhunderts nicht fähig in dieses Gebiet vorzustoßen. Als der Sultan von Maguindanao die spanische Souveränität 1861 akzeptieren musste, wurde das Reich in verschiedene Distrikte aufgeteilt, um es kontrollierbar zu halten. Der Widerstand gegen die spanische Besatzung zog sich ins Hinterland nach Pagalungan zurück, um seine Aktivitäten gegen die Spanier von dort aus weiterzuführen.
Im Jahre 1861 wurde schließlich der Distrikt von Cotabato gebildet. Um 1871 beinhaltete er die militärisch besetzten Gebiete von Polloc, Malabang, Reina Regente, Taceran, Babia, Illana, Baras und Lebac. Das heutige Gebiet von Cotabato blieb weiterhin außerhalb des spanischen Einflusses.
1901 bildete die amerikanische Regierung auf den Philippinen die Provinz von Cotabato, die die damaligen Distrikte von North Cotabato, Maguindanao, Sultan Kudarat, South Cotabato und Sarangani umfasste. Während der amerikanischen Periode entstanden zahlreiche Gesellschaften, um die riesigen Vorkommen an Bodenschätzen in diesem Gebiet abzubauen. Ab 1930 kamen dann Siedler aus den Provinzen Luzon und den Visayas und ließen sich in Cotabato nieder, wobei sich in den 1950er und 1960er Jahren der Zufluss von Einwanderern noch beschleunigte.
Die ursprüngliche Provinz Cotabato war eine der größten auf den Philippinen. 1966 wurde jedoch South Cotabato aus diesem Verband herausgelöst und zu einer selbstständigen Provinz ernannt.
Die Zuwanderung großer christlicher Gemeinschaften in das muslimisch dominierte Gebiet führte zu großen ethnischen Spannungen zwischen den beiden religiösen Gruppen. Diese Spannungen explodierten in blutigen Auseinandersetzungen zwischen muslimischen und christlichen bewaffneten Gruppen, wie den Blackshirts und den Ilagas im Jahre 1971. Das berüchtigte Massaker von Manili, bei dem mehr als 50 Männer, Frauen und Kinder in einer Moschee von bewaffneten Christen getötet wurden, führte zu einer Eskalation der ethnischen Spannungen, die sich in einem Bürgerkrieg zwischen Abtrünnigen der Bangsa Moro und Regierungstruppen entluden. Tausende Flüchtige flohen danach in stärker besiedelten Ortschaften.
Am 22. November 1973 wurden die Provinzen North Cotabato, Maguindanao und Sultan Kudarat mit Inkrafttreten des Presidential Decree Nr. 373 aus der ehemaligen Provinz Cotabato herausgelöst. Die neue Provinz North Cotabato wurde nach der Vereinbarung von Tripolis von 1976 Teil einer autonomen Regierung des Bezirks XII.
North Cotabato wurde schließlich am 19. Dezember 1983 in Cotabato umbenannt.
1989 folgte eine Volksabstimmung über eine Zugehörigkeit der Provinz zu der Autonomous Region in Muslim Mindanao (ARMM). Die Bürger von Cotabato stimmten aber gegen einen Anschluss zur ARMM.

## Kulturelles Erbe
Die einheimische Volksgruppe der Maguindanaon und andere einheimische Gruppen besitzen eine bemerkenswerte und faszinierende Kultur, die sich um die Kulintang-Musik dreht, eine spezielle Gong-Musik, die ihre Wurzeln in sowohl muslimischen als auch nichtmuslimischen Bevölkerungsgruppen der Südphilippinen hat. Für diese Art der Musik wird in ein horizontal errichtetes Brett ein Satz Gongs eingelassen, die dann mit zwei hölzernen Klöppeln bespielt werden.

## Sehenswürdigkeiten
- Der Apo, der höchste Berg der Philippinen.
- Der New Israel Eco Park, ein Bergdorf, das für seine zahmen Affen bekannt ist.
- Das Batasan-Biangan Hotspring Resort
- Der Epol River und die Höhlen von Gambudes
- Die Höhle von Pisan